# Powerballin'
Powerballin' è il secondo album in studio del rapper statunitense Chingy, pubblicato il 16 novembre 2004.

## Descrizione
Ha debuttato alla decima posizione delle chart statunitensi, diventando disco di platino. Il fortunato singolo, uscito anche in Italia, è Balla Baby; una sua remix, che vede la collaborazione del rapper di Houston Lil' Flip e di Boozie, è stata poi pubblicata come secondo singolo.
Tra gli ospiti più importanti hanno poi collaborato al disco R. Kelly nel pezzo Leave With Me, Bun B in We Do, David Banner e Nate Dogg in All The Way To St. Lou, Lil Wayne in 26's e Janet Jackson in Don't Worry.
Il cd ha tre bonus track: la remix di Balla Baby, What Up Wit It e Don't Really Care. Le tracce complessive sono diciannove.

## Tracce
1. Haters 101 (Intro) – 2:19
2. Give 'Em Some Mo – 3:07
3. Fall'n (feat. G.I.B.) – 3:37
4. Balla Baby – 3:33
5. Jackpot The Pimp Pt.2 (Skit) – 0:54
6. Leave Wit Me (feat. R. Kelly e Ziggy) – 3:57
7. Make That Azz Talk (feat. Ziggy) – 3:50
8. I Do – 3:58
9. Don't Worry (feat. Janet Jackson) – 4:25
10. All The Way To St. Lou (feat. David Banner e Nate Dogg) – 4:03
11. 26's (feat. Lil' Wayne) – 4:25
12. We Clubbin' – 4:01
13. We Do (feat. Bun B) – 3:19
14. Where Da Git It Gurlz At (feat. G.I.B.) – 3:49
15. Bring Da Beef (G.I.B.) – 4:12
16. (Outro) – 2:57

Tracce bonus
1. Balla Baby (Remix) (feat. Lil' Flip e Boozie dei G.I.B.) – 4:01
2. What Up Wit It (feat. G.I.B.)
3. Don't Really Care